# (10247) Amphiaraos
(10247) Amphiaraos ist ein Asteroid aus der Gruppe der Jupiter-Trojaner. Damit werden Asteroiden bezeichnet, die auf den Lagrange-Punkten auf der Bahn des Planeten Jupiter um die Sonne laufen. Er ist dem Lagrange-Punkt L4 zugeordnet, das heißt (10247) Amphiaraos läuft Jupiter in dessen Umlaufbahn um die Sonne um 60° voraus.
Der Asteroid wurde am 24. September 1960 von dem niederländischen Astronomenehepaar Cornelis Johannes van Houten und Ingrid van Houten-Groeneveld entdeckt. Die Entdeckung geschah im Rahmen des Palomar-Leiden-Surveys, bei dem von Tom Gehrels mit dem 120-cm-Oschin-Schmidt-Teleskop des Palomar-Observatoriums aufgenommene Feldplatten an der Universität Leiden durchmustert wurden.
Der mittlere Durchmesser von (10247) Amphiaraos wurde mithilfe des Wide-Field Infrared Survey Explorers (WISE) mit 26,826 (±0,693) km berechnet, die Albedo mit 0,098 (±0,015). Die Exzentrizität des Asteroiden ist mit 0,0073 gering, so dass seine Bahn um die Sonne einer idealen Kreisbahn recht nahe kommt, ähnlich der Exzentrizität des Planeten Venus (0,0068). Sie ist noch deutlich geringer als die Exzentrizität der Erde (0,0167).
Die Rotationsperiode von (10247) Amphiaraos wurde im Februar und März 2011 von Robert Stephens während eines Gastaufenthalts an der Goat Mountain Astronomical Research Station (GMARS) in Rancho Cucamonga, Kalifornien mit 34,26 (± 0,01) Stunden bestimmt. Damit dreht sich der Asteroid ungewöhnlich langsam um sich selbst.
(10247) Amphiaraos wurde nach Amphiaraos benannt, einem Seher des Zeus und Feldherren aus Argos. Die Benennung erfolgte am 24. Januar 2000. Vorauseilende Trojaner mit einer absoluten Helligkeit von weniger als 12,0 mag werden nach Helden der griechischen Mythologie benannt.